# Lesley Selander
Lesley Selander (Los Angeles, 26 mei 1900 – Los Alamitos, 5 december 1979) was een Amerikaanse filmregisseur van westerns en avonturenfilms. Zijn carrière als regisseur, die 127 speelfilms en tientallen tv-afleveringen omvatte, duurde van 1936 tot 1968. Daarvoor was Selander assistent-regisseur bij films als The Cat and the Fiddle (1934), A Night at the Opera (1935) en Fury (1936).
Tot op de dag van vandaag is Selander een van de productiefste regisseurs van westerns in de filmgeschiedenis, met 107 westerns op zijn naam. In 1956 werd hij genomineerd voor de Directors Guild of America Award voor Outstanding Directorial Achievement in Television, voor zijn werk als regisseur van een aflevering van Lassie.